# Imanol Alguacil
Imanol Alguacil Barrenetxea (ur. 4 lipca 1971 w Orio) – hiszpański trener i piłkarz, grający na pozycji obrońcy.

## Kariera piłkarska
Alguacil to wychowanek klubu Real Sociedad. W 1990 roku po raz pierwszy wystąpił w barwach pierwszej drużyny tego klubu. W tej drużynie występował do 1998, kiedy do odszedł do Villarreal CF. W 2000 roku odszedł do Realu Jaén. W 2001 roku został piłkarzem FC Cartagena. W 2002 roku przeniósł się do Burgos CF. W 2003 roku zdecydował się zakończyć piłkarską karierę.

## Kariera trenerska
Po zakończeniu kariery piłkarskiej Alguacil został trenerem. W 2011 roku powrócił do Realu Sociedad, gdzie został trenerem juniorskiej drużyny. W latach 2013–2014 pełnił funkcję asystenta trenera Realu Sociedad B. W 2014 roku objął funkcję pierwszego trenera Realu Sociedad B. W 2018 roku został szkoleniowcem pierwszej drużyny Realu Sociedad. W maju 2018 roku został zwolniony z tego stanowiska i wrócił do trenowania drużyny rezerw. W grudniu 2018 roku ponownie objął stanowisko trenera Realu Sociedad.